# António Soares
Pour les articles homonymes, voir Soares.
António Soares est un footballeur portugais né le 2 février 1909 et mort à une date inconnue. Il évoluait au poste d'attaquant.

## Biographie

### En club
António Soares commence sa carrière au FC Porto en 1927.
Il rejoint le SC Vianense en 1933, club qu'il représente pendant deux saisons.
En 1935, il est transféré au SC Salgueiros. Il raccroche les crampons en 1938 après une dernière saisons avec le club de la ville de Porto.

### En équipe nationale
International portugais, il reçoit une unique sélection en équipe du Portugal : le 12 avril 1931, il joue une rencontre amicale contre l'Italie (défaite 0-2 à Porto).